# Jürgen C. Heß
Jürgen C. Heß (* 23. September 1943 in Allenstein, Ostpreußen) ist ein deutscher Historiker und Hochschullehrer.

## Leben
Jürgen C. Heß studierte Geschichte, Anglistik und Geographie in Kiel und Tübingen. Er wurde 1970 an der Universität Kiel zum Dr. phil. promoviert. Seit 1982 lehrte er als ordentlicher Professor für Neueste Geschichte an der Vrijen Universiteit Amsterdam. Sein inhaltlicher Schwerpunkt ist die Geschichte des Liberalismus in der Zwischenkriegszeit, insbesondere die Person von Theodor Heuss. 1976 erhielt Heß den Wolf-Erich-Kellner-Preis für seine Untersuchung über die DDP, die 1978 als Buch erschien.

## Veröffentlichungen
- Theodor Heuss vor 1933. Ein Beitrag zur Geschichte des demokratischen Denkens in Deutschland, Klett, Stuttgart 1973 (Zugleich: Kiel, Univ., Philos. Fak., Diss. 1970), ISBN 978-3-12-903690-7.
- Das ganze Deutschland soll es sein. Demokratischer Nationalismus in der Weimarer Republik am Beispiel der Deutschen Demokratischen Partei, Klett-Cotta, Stuttgart 1978, ISBN 978-3-12-910820-8.
- (Hrsg. mit E. van Steensel van der Aa): Bibliographie zum deutschen Liberalismus, Vandenhoeck und Ruprecht, Göttingen 1981, ISBN 978-3-525-35487-2.
- (Hrsg. mit Hanna Schissler): Nachbarn zwischen Nähe und Distanz. Deutschland und die Niederlande, Diesterweg, Frankfurt 1988, ISBN 978-3-88304-252-7.
- (Hrsg. mit Detlef Junker und Eike Wolgast): Heidelberg 1945, Steiner, Stuttgart 1996, ISBN 978-3-515-06880-2.
- (Hrsg. mit Thomas Hertfelder): Streiten um das Staatsfragment. Theodor Heuss und Thomas Dehler berichten von der Entstehung des Grundgesetzes. Mit einer Einleitung von Michael F. Feldkamp, Deutsche Verlagsanstalt, Stuttgart 1999, ISBN 978-3-421-05220-9.
- Demokratisches Engagement. Beiträge aus drei Jahrzehnten, hrsg. von Herman Langeveld, Waxmann, Münster, New York, München, Berlin 2003, ISBN 978-3-8309-1337-5.
- Verfassungsarbeit. Theodor Heuss und der Parlamentarische Rat, Liberal-Verlag, Berlin 2008, ISBN 978-3-920590-28-8.